# Tournoi de clôture du championnat de Colombie de football 2006
Navigation
Tournoi précédent Tournoi suivant
Le tournoi de clôture de la saison 2006 du Championnat de Colombie de football est le deuxième tournoi de la cinquante-neuvième édition du championnat de première division professionnelle en Colombie. 
Les dix-huit meilleures équipes du pays disputent le championnat semestriel qui se déroule en deux phases :
- lors de la phase régulière, les équipes s'affrontent une fois plus une rencontre face à une formation du même secteur géographique.
- les huit premiers du classement disputent la phase finale (deux poules de quatre équipes), dont les deux vainqueurs se rencontrent lors de la finale nationale pour le titre.

La relégation est décidée en faisant la moyenne des points obtenus lors des trois dernières saisons (à savoir 2004, 2005 et 2006). Le dernier de ce classement cumulé est relégué et remplacé par le champion de Copa Aguila, la deuxième division colombienne. Un barrage de promotion-relégation est également organisé entre l'avant-dernier de ce classement cumulé et le vice-champion de Copa Aguila.
C'est le Cucuta Deportivo qui remporte le tournoi, après avoir battu en finale le Deportes Tolima. C'est le tout premier titre de champion de l'histoire du club, qui remporte un trophée un an après sa remontée en primera A.

## Qualifications continentales
Le vainqueur du tournoi Clôture se qualifie pour la phase de groupes de la prochaine édition de la Copa Libertadores. Un classement cumulé des tournois Ouverture et Clôture offre une autre place à la meilleure équipe non encore qualifiée (la troisième place est détenue par le vainqueur du tournoi Ouverture) et deux places aux deux équipes suivantes.

## Les clubs participants
| - Independiente Santa Fe - CD Los Millonarios - Real Cartagena - Deportes Tolima - Once Caldas - Independiente Medellin - Real Cartagena - Deportivo Pasto - Deportes Quindio | - Atlético Nacional - Atlético Huila - América de Cali - Atlético Bucaramanga - Deportivo Pereira - Cucuta Deportivo - Deportivo Cali - Atlético Junior - Envigado FC |

## Compétition
Le barème utilisé pour établir l'ensemble des classements est le suivant :
- Victoire : 3 points
- Match nul : 1 point
- Défaite : 0 point

### Phase régulière
| Rang | Équipe                 | Pts | J  | G  | N | P  | Bp | Bc | Diff |
| ---- | ---------------------- | --- | -- | -- | - | -- | -- | -- | ---- |
| 1    | Deportes Tolima        | 34  | 18 | 10 | 4 | 4  | 31 | 19 | +12  |
| 2    | Independiente Medellín | 32  | 18 | 10 | 2 | 6  | 29 | 22 | +7   |
| 3    | Boyacá Chicó           | 32  | 18 | 10 | 2 | 6  | 22 | 15 | +7   |
| 4    | Atlético Huila         | 31  | 18 | 9  | 4 | 5  | 25 | 17 | +8   |
| 5    | Atlético Nacional      | 31  | 18 | 9  | 4 | 5  | 20 | 15 | +5   |
| 6    | Cúcuta Deportivo       | 31  | 18 | 9  | 4 | 5  | 22 | 18 | +4   |
| 7    | Deportivo PastoT       | 30  | 18 | 9  | 3 | 6  | 23 | 15 | +8   |
| 8    | CD Los Millonarios     | 27  | 18 | 8  | 3 | 7  | 23 | 19 | +4   |
| 9    | Deportes Quindío       | 27  | 18 | 8  | 3 | 7  | 24 | 25 | -1   |
| 10   | Deportivo Cali         | 25  | 18 | 6  | 7 | 5  | 23 | 21 | +2   |
| 11   | Real Cartagena         | 25  | 18 | 7  | 4 | 7  | 17 | 17 | 0    |
| 12   | Independiente Santa Fe | 24  | 18 | 6  | 6 | 6  | 34 | 30 | +4   |
| 13   | Deportivo Pereira      | 22  | 18 | 6  | 4 | 8  | 23 | 24 | -1   |
| 14   | Atlético Junior        | 20  | 18 | 5  | 5 | 8  | 19 | 29 | -10  |
| 15   | Once Caldas            | 19  | 18 | 5  | 4 | 9  | 23 | 31 | -8   |
| 16   | Atlético Bucaramanga   | 16  | 18 | 4  | 4 | 10 | 22 | 32 | -10  |
| 17   | América de Cali        | 13  | 18 | 3  | 4 | 11 | 20 | 33 | -13  |
| 18   | Envigado FC            | 12  | 18 | 3  | 3 | 12 | 14 | 32 | -18  |

|  | Qualification pour la phase finale |

### Phase finale

#### Demi-finales
Groupe A :
| Rang | Équipe            | Pts | J | G | N | P | Bp | Bc | Diff |  | Résultats (▼ dom., ► ext.) | Tol | Nac | Pas | Boy |
| ---- | ----------------- | --- | - | - | - | - | -- | -- | ---- |  | -------------------------- | --- | --- | --- | --- |
| 1    | Deportes Tolima   | 12  | 6 | 4 | 0 | 2 | 10 | 5  | +5   |  | Deportes Tolima            |     | 1-0 | 4-0 | 2-0 |
| 2    | Atlético Nacional | 8   | 6 | 2 | 2 | 2 | 6  | 5  | +1   |  | Atlético Nacional          | 1-2 |     | 2-1 | 2-0 |
| 3    | Deportivo Pasto   | 8   | 6 | 2 | 2 | 2 | 8  | 11 | -3   |  | Deportivo Pasto            | 2-1 | 0-0 |     | 1-1 |
| 4    | Boyacá Chicó      | 5   | 6 | 1 | 2 | 3 | 7  | 10 | -3   |  | Boyacá Chicó               | 2-0 | 1-1 | 3-4 |     |

Groupe B :
| Rang | Équipe                 | Pts | J | G | N | P | Bp | Bc | Diff |  | Résultats (▼ dom., ► ext.) | Cuc | Med | Mil | Hui |
| ---- | ---------------------- | --- | - | - | - | - | -- | -- | ---- |  | -------------------------- | --- | --- | --- | --- |
| 1    | Cucuta Deportivo       | 10  | 6 | 3 | 1 | 2 | 6  | 4  | +2   |  | Cucuta Deportivo           |     | 2-1 | 2-0 | 0-0 |
| 2    | Independiente Medellin | 9   | 6 | 3 | 0 | 3 | 12 | 7  | +5   |  | Independiente Medellin     | 2-1 |     | 4-0 | 3-0 |
| 3    | CD Los Millonarios     | 9   | 6 | 3 | 0 | 3 | 6  | 10 | -4   |  | CD Los Millonarios         | 1-0 | 1-0 |     | 2-1 |
| 4    | Atlético Huila         | 7   | 6 | 2 | 1 | 3 | 7  | 10 | -3   |  | Atlético Huila             | 0-1 | 3-2 | 3-2 |     |

#### Finale
| Équipe 1         | Résultat | Équipe 2        | Aller | Retour |
| ---------------- | -------- | --------------- | ----- | ------ |
| Cucuta Deportivo | 2 - 1    | Deportes Tolima | 1 - 0 | 1 - 1  |

### Classement cumulé 2006
| Rang | Équipe                 | Pts | J  | G  | N  | P  | Bp | Bc | Diff |
| ---- | ---------------------- | --- | -- | -- | -- | -- | -- | -- | ---- |
| 1    | Cúcuta DeportivoClo    | 92  | 50 | 27 | 11 | 12 | 67 | 45 | +22  |
| 2    | Deportes Tolima        | 88  | 50 | 25 | 13 | 12 | 89 | 51 | +38  |
| 3    | Deportivo PastoOuv     | 82  | 50 | 23 | 13 | 14 | 70 | 53 | +17  |
| 4    | Atlético Nacional      | 75  | 48 | 22 | 9  | 17 | 62 | 49 | +13  |
| 5    | CD Los Millonarios     | 69  | 48 | 19 | 12 | 17 | 61 | 60 | +1   |
| 6    | Deportivo Cali         | 66  | 44 | 17 | 15 | 12 | 55 | 46 | +9   |
| 7    | Once Caldas            | 63  | 42 | 17 | 12 | 13 | 61 | 56 | +5   |
| 8    | Atlético Huila         | 58  | 42 | 17 | 7  | 18 | 49 | 60 | -11  |
| 9    | Boyacá Chicó           | 57  | 42 | 15 | 12 | 15 | 48 | 47 | +1   |
| 10   | Deportivo Pereira      | 55  | 42 | 14 | 13 | 15 | 53 | 52 | +1   |
| 11   | Independiente Medellín | 55  | 42 | 16 | 7  | 19 | 47 | 62 | -15  |
| 12   | Deportes Quindío       | 54  | 36 | 16 | 6  | 14 | 42 | 42 | 0    |
| 13   | Independiente Santa Fe | 44  | 36 | 11 | 11 | 14 | 58 | 62 | -4   |
| 14   | América de Cali        | 40  | 36 | 11 | 7  | 18 | 40 | 58 | -18  |
| 15   | Atlético Bucaramanga   | 37  | 36 | 10 | 7  | 19 | 39 | 55 | -16  |
| 16   | Atlético Junior        | 37  | 36 | 9  | 10 | 17 | 41 | 58 | -17  |
| 17   | Envigado FC            | 34  | 36 | 8  | 10 | 18 | 34 | 54 | -20  |
| 18   | Real Cartagena         | 32  | 36 | 9  | 5  | 22 | 31 | 47 | -16  |

|  | Qualification pour la Copa Libertadores 2007 (vainqueur d'un tournoi) |
|  | Qualification pour la Copa Libertadores 2007                          |
|  | Qualification pour la Copa Sudamericana 2007                          |
|  | Participation au barrage de promotion-relégation                      |
|  | Relégation directe en Copa Premier                                    |

- L'Envigado FC est reléguée car elle possède la moins bonne moyenne de points sur les trois dernières saisons.

#### Barrage de promotion-relégation
| Équipe 1           | Résultat | Équipe 2       | Aller | Retour |
| ------------------ | -------- | -------------- | ----- | ------ |
| Valledupar FC (D2) | 0 - 3    | Atlético Huila | 0 - 1 | 0 - 2  |

## Bilan de la saison
| Championnat de Colombie de football 2006 |                              |
| Champion                                 | Cucuta Deportivo (1er titre) |
| Qualifications continentales             |                              |
| Copa Libertadores 2007                   | Cucuta Deportivo             |
| Copa Libertadores 2007                   | Deportes Tolima              |
| Copa Sudamericana 2007                   | Atlético Nacional            |
| Copa Sudamericana 2007                   | CD Los Millonarios           |
| Promotions et relégations                |                              |
| Promus en Copa Mustang                   | CD La Equidad                |
| Relégués en Copa Premier                 | Envigado FC                  |